# (2760) Kacha
(2760) Kacha (1980 TU6; 1952 DJ; 1960 DC; 1965 UP; 1968 DH; 1981 UB21) ist ein ungefähr 57 Kilometer großer Asteroid des äußeren Hauptgürtels, der am 8. Oktober 1980 von der ukrainischen (damals: Sowjetunion) Astronomin Ljudmyla Schurawlowa am Krim-Observatorium (Zweigstelle Nautschnyj) auf der Halbinsel Krim (IAU-Code 095) entdeckt wurde.

## Benennung
(2760) Kacha wurde nach Kacha, einer Flugschule auf der Halbinsel Krim, benannt. Dort trainierten die sowjetischen Raumfahrer; in den 1980er-Jahren feierte Kacha das 70-jährige Bestehen.